# Rosa Torre González
Rosa Torre González (Mérida, Yucatán, 30 de agosto de 1890 - Ciudad de México, 13 de febrero de 1973) fue una maestra, política y feminista mexicana, activista de la igualdad en la política y la primera mujer en México en ocupar un cargo de elección popular en una época en que las mujeres no tenían el derecho al voto. 
Pionera del feminismo, participó en la organización del Primer Congreso Feminista mexicano realizado en Yucatán en 1916 y fue presidenta del segundo que se realizó a finales del mismo año. Dedicó su vida a la enseñanza y a la organización de agrupaciones femeninas que luchaban por alcanzar la equidad de género.

## Biografía
Rosa Torre González nació el 30 de agosto de 1890 en el barrio de Santa Ana en Mérida, Yucatán. Fue pupila de la innovadora maestra Rita Cetina Gutiérrez, quien rechazaba instruir a las mujeres únicamente en habilidades domésticas y les enseñaba teoría feminista, así como un plan de estudios que incluía astronomía, derecho constitucional, geometría, geografía, historia y matemáticas. Torre comenzó a enseñar en la escuela Santa Ana para niñas.

## Participación en la Revolución Mexicana
En 1910, a la edad de 20 años, colaboró con el movimiento revolucionario encabezado por Francisco I. Madero en actividades de propaganda. Tras el asesinato de Madero, Torre se involucró en el espionaje contra el líder golpista Victoriano Huerta en 1913. Cuando Venustiano Carranza aseguró el acuerdo de dimisión de Huerta y envió a Salvador Alvarado a sofocar la rebelión en Yucatán, Torre trabajó como enfermera para las tropas de Alvarado. En marzo de 1915, Alvarado tomó la ciudad de Mérida y Torre ingresó en la escuela normal del estado para comenzar sus estudios.

## Actividad política
En 1916, el general Alvarado, ahora gobernador y comandante en jefe del Ejército Constitucionalista en Yucatán, convocó a un congreso feminista para movilizar a las mujeres progresistas del estado. Torre trabajó como promotora de la reunión viajando a Acanceh, Temax y Motul para impulsar la participación de mujeres calificadas. En enero de 1916 se celebró el Primer Congreso Feminista, donde se trataron temas como la educación, incluyendo la educación sexual; fanatismo religioso; derechos legales y reformas, oportunidad de empleo igualitaria, e igualdad intelectual, entre otros. En el segundo Congreso, celebrado ese mismo año, Torre fungió como presidenta.
En 1919, Torre estableció con Elvia Carrillo Puerto la Liga Feminista "Rita Cetina Gutiérrez" y colaboró como tesorera y encargada de propaganda de la misma. El grupo «luchó contra la prostitución, las drogas, el alcohol y la superstición» e impartió charlas educativas sobre higiene, el cuidado de los niños, economía y control de la natalidad. También inspeccionaban escuelas y hospitales y ayudaron a fundar el orfanato estatal. En coordinación con Carrillo, Torre estableció más de 45 ligas feministas en los siguientes años y organizó a más de 5,500 trabajadoras.
En 1922, siendo gobernador Felipe Carrillo Puerto, la legislatura estatal debatió permitir a las mujeres que pudieran votar y ocupar cargos públicos. Aunque no se consiguió la aprobación del congreso, Torre se postuló para regidora del ayuntamiento de la ciudad de Mérida y ganó en las elecciones efectuadas el 7 de noviembre con el consentimiento del gobernador, convirtiéndose en la primera mujer en México en ocupar un cargo de elección popular en una época en que las mujeres no tenían todavía igualdad de derechos políticos. Su mandato se truncó con el asesinato de Carrillo Puerto, pero Torre estaba orgullosa de la labor que había realizado y era consciente de que su éxito representaba un triunfo para otras mujeres.
Torre asistió al Primer Congreso Interamericano de Mujeres celebrado el 27 de agosto de 1947 en ciudad de Guatemala, que tenía el objetivo de discutir cómo lograr la igualdad entre hombres y mujeres y el sufragio a lo largo de toda América. Torre era delegada de la Liga Internacional y People's Mandate de Querétaro, y fue acompañada por Judith Horcasitas de Forgerave, quien representaba al Servicio Civil de Mujeres Mexicanas, Emilia Loyola, quien representó a los maestros de la Ciudad de México. y Elena Sánchez Valenzuela, en representación de los profesores y la Secretaría de Educación de Coahuila.